# Creuzier-le-Neuf
Creuzier-le-Neuf település Franciaországban, Allier megyében. Lakosainak száma 1235 fő (2022. január 1.). Creuzier-le-Neuf Bost, Creuzier-le-Vieux, Cusset, Saint-Germain-des-Fossés és Seuillet községekkel határos.

## Népesség
A település népességének változása:
| Lakosok száma | 564  | 733  | 937  | 981  | 1095 | 1129 | 1166 | 1185 | 1219 | 1235 |
|               | 1968 | 1982 | 1990 | 2006 | 2013 | 2015 | 2017 | 2019 | 2020 | 2022 |